# 双胞耳蕨
双胞耳蕨（学名：Polystichum bigemmatum），为鳞毛蕨科耳蕨属下的一个植物种。